# Referéndum sobre el estatus político de Mayotte de 1976
Un referéndum para convertirse en territorio de Ultramar tuvo lugar en Mayotte el 11 de abril de 1976, después de la propuesta de mantenerse como parte de Comoras fuera rechazada en un referéndum en febrero. La propuesta fue rechazada por el 97,46% de los electores, con casi 14 000 votos en blanco o nulos, de un total de 17 384 votos emitidos.

## Resultados
| Opción                              | Votos  | %     |
| ----------------------------------- | ------ | ----- |
| A favor                             | 90     | 2,54  |
| En contra                           | 3 457  | 97,46 |
| Votos en blanco/nulos               | 13 837 | –     |
| Total                               | 17 384 | 100   |
| Electores registrados/participación | 21 659 | 80,26 |
| Fuente: Direct Democracy            |        |       |